# Округ Шарлот (Флорида)
Округ Шарлот (енгл. Charlotte County) је округ у америчкој савезној држави Флорида. По попису из 2010. године број становника је 159.978.

## Демографија
Према попису становништва из 2010. у округу је живело 159.978 становника, што је 18.351 (13,0%) становника више него 2000. године.
| Група             | 2000.           | 2010.           |
| Белци             | 128.063 (90,4%) | 137.628 (86,0%) |
| Афроамериканци    | 6.219 (4,4%)    | 9.089 (5,7%)    |
| Азијати           | 1.207 (0,9%)    | 1.912 (1,2%)    |
| Хиспаноамериканци | 4.667 (3,3%)    | 9.213 (5,8%)    |
| Укупно            | 141.627         | 159.978         |